# Eudesmia monon
Eudesmia monon là một loài bướm đêm thuộc phân họ Arctiinae, họ Erebidae.